# Блискуча ізоляція
Блискуча ізоляція (англ. Splendid Isolation) — політика Англії, що велась до початку 20 століття і передбачала повний нейтралітет економічно-могутньої колоніальної імперії Великої Британії щодо військово — економічних союзів. Вона мала сильну економіку й чималі колоніальні володіння, котрі і були її головним ринком збуту, тому не вважала за потрібне обтяжувати себе союзами. Ситуація змінилась на початку 20 століття, коли на міжнародну арену вийшла Німеччина. Вважаючи себе обділеною, Німецька імперія почала загарбництво чужих колоній, зокрема і англійських. До того ж, німецька промисловість росла ударними темпами, її товари вільно конкурували з англійськими. Британія почала втрачати авторитет і звання «майстерні світу» і була змушена приєднатися до Антанти після ряду німецьких агресій на її африканські колонії